# 7-es főút (Magyarország)
A 7-es főút egy magyarországi főút, amely összeköti a fővárost a magyar-horvát határral. Hossza 233 km. Budapest és Zamárdi közötti szakasza több évtizedig 70-es főút volt.

## Fekvése
A fővárosi Budaörsi útból indul ki, majd teljes egészében a Dunántúlon vezet végig. Az út érinti Pest, Fejér, Veszprém (kb. 50 m-en), Somogy és Zala vármegyét. Csak Fejér vármegyében halad át a megyeszékhelyen.
Az 1960-as években az M7-es autópálya építése, majd forgalomba helyezése kapcsán a 7-es főút Budapest és Zamárdi közötti kb. 116 kilométeres szakaszát 70-es főútnak nevezték át az összetévesztés elkerülése végett, ezért „népiesen” 70-esnek is szokták hívni azok, akik sokat jártak annak idején is rajta, de az autópálya kétezres évek elejétől elkészült folytatásai után elvesztette 70-es jelzését és ismét a 7-es főút részévé vált. Letenyénél éri el a horvát határt.

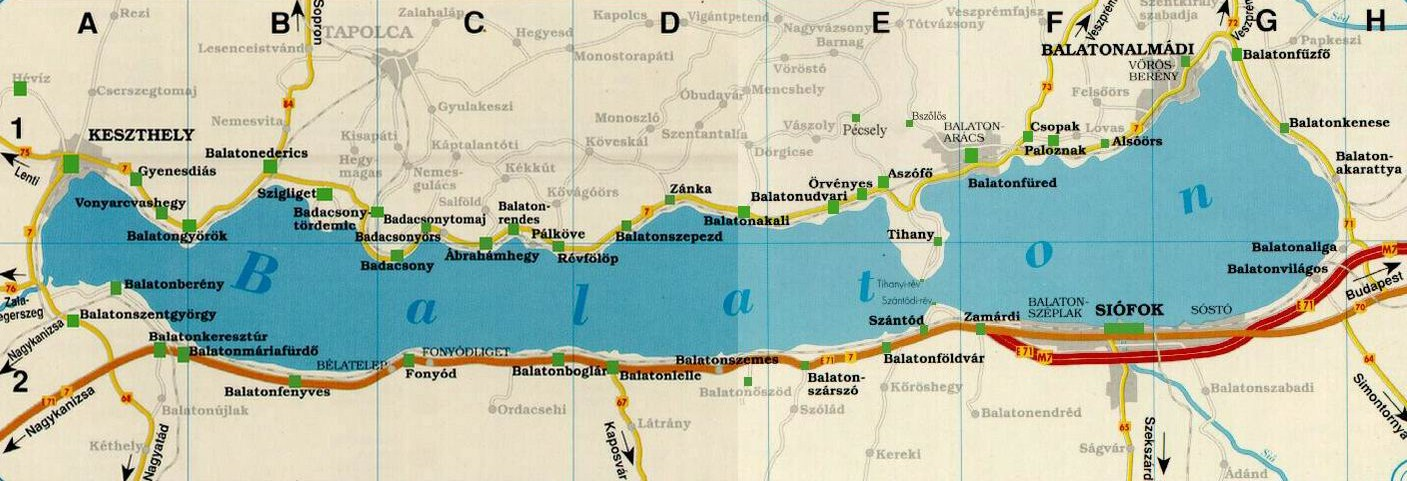
Régi Balaton térkép

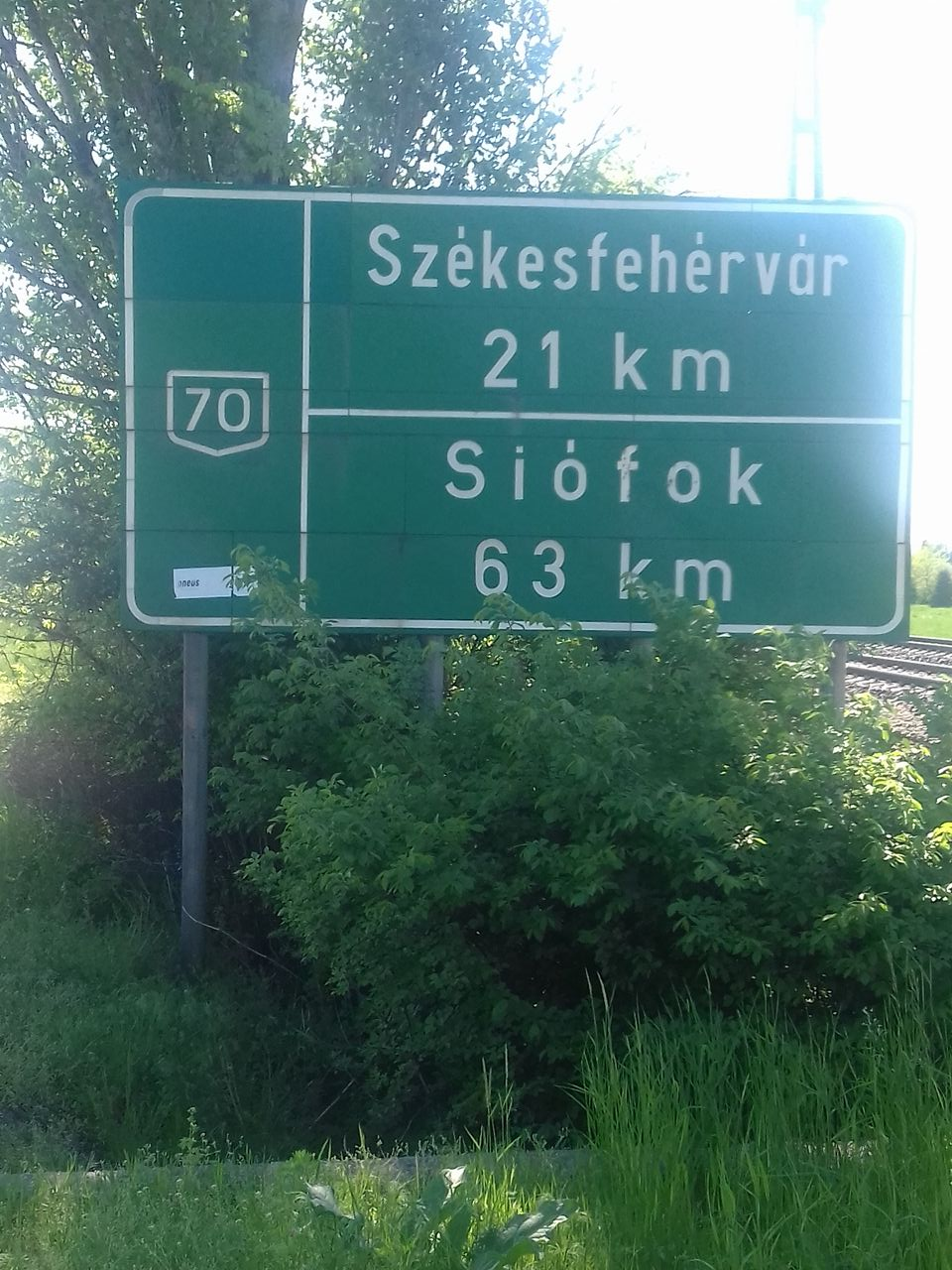
Tábla a régi 70-es főút mellett

## Települések
A főút az alábbi településeket érinti:
- Budapest
- Diósd
- Érd
- Martonvásár
- Baracska
- Kápolnásnyék
- Velence
- Gárdony
- Székesfehérvár
- Szabadbattyán
- Kőszárhegy
- Polgárdi
- Lepsény
- Siófok
- Zamárdi
- Szántód
- Balatonföldvár
- Balatonszárszó
- Balatonőszöd
- Balatonszemes
- Balatonlelle
- Balatonboglár
- Fonyód
- Balatonfenyves
- Balatonkeresztúr
- Sávoly
- Zalakomár
- Galambok
- Zalasárszeg
- Nagykanizsa
- Sormás
- Becsehely
- Letenye

## Története
1934-ben a kereskedelem- és közlekedésügyi miniszter 70 846/1934. számú rendelete, mely első alkalommal határozta meg az ország főúthálózatának elemeit, a nyolc hazai elsőrendű főút egyikeként jelölte ki a 7-es főutat, néhány szakasznyi kivételtől eltekintve a maival lényegében végig egyező nyomvonalon. A jelentősebb eltérések az akkori és a mai nyomvonal között az alábbiak voltak:
- nemcsak a Velencei-tó déli partján húzódó szakasz tartozott hozzá, de az északi parti út (a mai 8116-os út) is;
- keresztülhaladt Székesfehérvár belvárosán;
- áthaladt Polgárdi központján, a 72 302-es, majd a 7205-ös, végül a korábbi 7208-as úton (utóbbi ma már – úgy tűnik – önkormányzati út);
- végighaladt Szántód partközeli településrészén (7102-es út);
- Balatonberényben is a mai partközeli út (7119-es út) nyomvonalát követte;
- úgy tűnik, a fenti rendelet nyomán 1937-ban kiadott közlekedési térkép és a mai légifelvételek összevetése alapján, mintha a Kis-Balaton térségében még tervek szintjén sem lett volna kialakult nyomvonala, de egyértelműen kiépítetlen volt;
- Balatonmagyaród térségétől Kiskomáromig a 6831-es út vonalát követte;
- utána a mai 7511-es vonalán haladt Galambok délnyugati határszéléig;
- illetve áthaladt Nagykanizsa és Kiskanizsa központján is.

## Érdekesség
Csodálatos panoráma a Balaton és az M7 Kőröshegyi völgyhídja.